# Фердинандо I Медічі
Фердинандо I Медічі (італ. Ferdinando (Fernando) de' Medici, 30 липня 1549, Флоренція — 3 лютого 1609, Флоренція) — 3-й великий герцог Тосканський з 1587 до 1609 року. Правив після свого брата Франческо I Медічі.

## Життєпис
Був сином Козімо I Медічі і Елеонори Толедської. Батько вирішив, що він зробить кар'єру у церкві. Тому у 1562 році Фердинандо став кардиналом. При цьому він брав активну участь у політичному житті Тоскани. У 1587 році його брата, Франческо, було отруєно. За однією з версій за цим стояв Фердинандо. Після загибелі брата Фердинандо домігся зняття з себе духовного сану й став новим великим герцогом Тосканським.
Багато в чому він проводив відмінну від брата політику. Всередині країні Фердинандо намагався вгамувати пристрасті, був менш тиранічним ніж його батько і брат. На зовнішній арені зробив кроки, щоб відновити вагу й вплив Тосканської держави. До того ж, він сприяв розвитку торгівлі та промисловості. За його часів значно піднявся рівень економіки. Фердинандо видав накази щодо терпимості відносно єретиків та євреїв. У 1592 році надав прихисток у Ліворно для іспанських євреїв, що втекли з Піренейського півострова. За наказом Фердинандо I були проведені значні іригаційні роботи, які покращили сільське господарство країни.
У зовнішній політиці дії Фердинандо були спрямовані на пошук інших союзників, окрім Іспанії та Священної Римської імперії. У 1589 році він встановив контакти з претендентом на французьку корону Генріхом IV Бурбоном, а у 1600 році видав за нього свою небогу Марію.
При цьому Фердинандо I намагався зберегти гарні стосунки і з Іспанією. Так, він багато в чому допоміг Філіпу III, королю Іспанії, у його боротьбі з алжирськими піратами. Водночас Фердинандо мріяв створити власну імперію на північному узбережжі Африки. Після невдачі цього плану в 1608 році була спрямована експедиція у Південну Америку. Тут в районі ріки Амазонки великий герцог хотів започаткувати нову колонію. Проте й ці задуми не здійснилися.

## Родина
Дружина — КрістІна (1565—1637), донька Карла III, герцога Лотаринзького
Діти:
- Козімо (1590—1621), чоловік Марії Магдалени, сестри імператора Священної Римської імперії Фердинанда II Габсбурга
- Катерина (1593—1629), дружина Фердинандо, герцога Мантуї
- Марія Магдалина
- Клаудія (1604—1648), дружина Фредеріко делла Ровере , в другому шлюбі ерцгерцога Леопольда V Габсбурга